# Asado

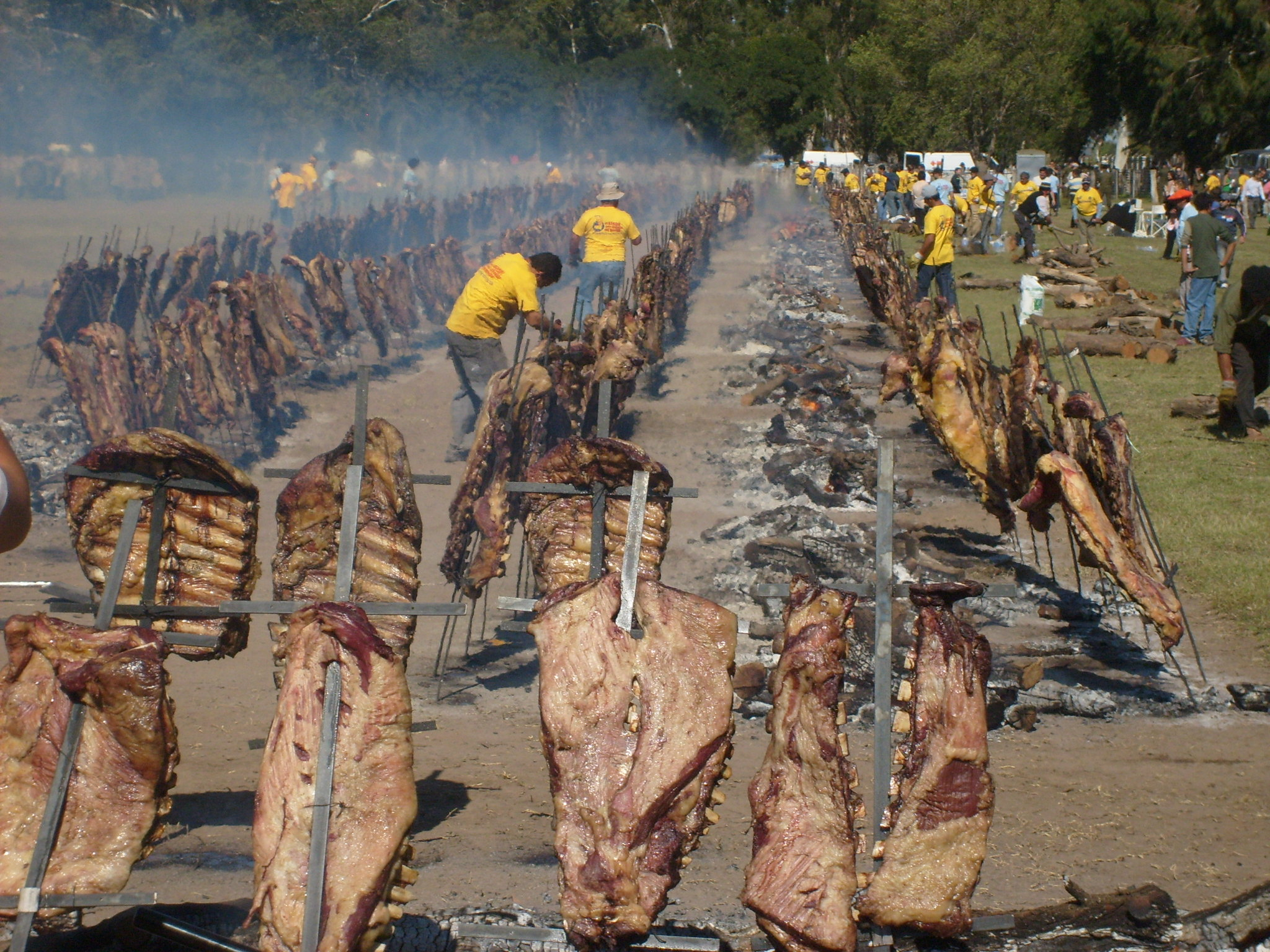
Thịt nướng nguyên con ở Patagonia, Argentina

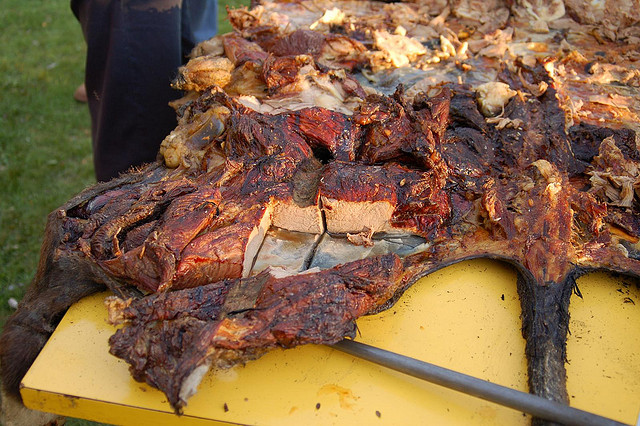
Một món Asado ở Chile

Asado là kỹ thuật chế biến thịt theo phương pháp nướng hun khói (BBQ) thông dụng ở Nam Mỹ, đặc biệt là các nước Chile, Argentina, Paraguay và Uruguay. Asado thường bao gồm nhiều loại thịt nướng bao gồm thịt bò, thịt lợn, thịt gà, chorizo và dồi được nướng trên lò parrila. Người thực hiện việc nướng asado được gọi là asador hay parillero trong văn hóa Nam Mỹ.
Người Chile, Uruguay và Argentina thường ăn món này vào các dịp lễ hội đặc biệt cùng với bạn bè, gia đình. Họ quây quần bên bếp củi vừa ăn thịt uống rượu, vừa trò chuyện, nghe nhạc hoặc xem bóng đá. Tiệc Asado thường diễn ra ngoài trời, không thể thiếu trong các nghi lễ tiếp đón, phản ánh nét văn hóa của quốc gia Nam Mỹ.

## Lịch sử
Món ăn có nguồn gốc từ khi gia súc vẫn là nguồn thực phẩm chính của những cao bồi Argentina và Chile. Thời điểm đó chăn nuôi gia súc và làm nông còn phổ biến. Những đàn gia súc hoang dã lớn đã lang thang khắp vùng đầm lầy của Argentina cho đến giữa thế kỷ 19. Cư dân của Río de la Plata, đặc biệt là những cao bồi cưỡi ngựa, rất thích ăn thịt bò, đặc biệt là asado, là thịt bò nướng (hoặc thịt cừu hoặc dê). Thịt, thường là một bên xương sườn, được xiên vào khung kim loại gọi là asador và được nướng bằng cách đặt bên cạnh ngọn lửa cháy chậm. Những cao bồi thích nấu asado bằng gỗ của cây quebracho vì nó rất ít khói.
Ngày nay, Asado thường có mặt trong các sự kiện đặc biệt hoặc sau ngày làm việc như rodeo, senalada (các ngày lễ động vật), dịp xén lông cừu Esquila hoặc kỷ niệm ngày độc lập của đất nước.

## Chế biến

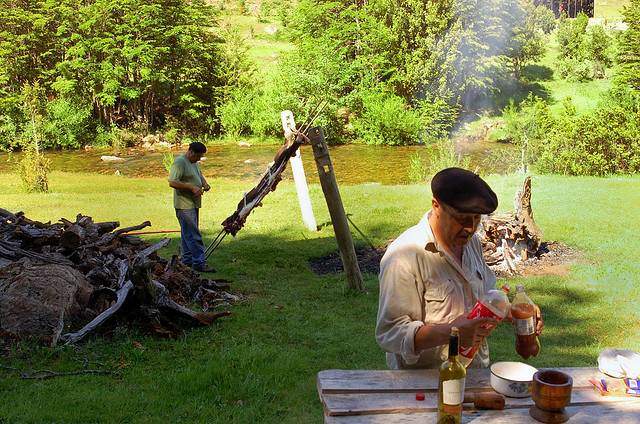
Nướng thịt cừu theo kiểu truyền thống ở Argentina.

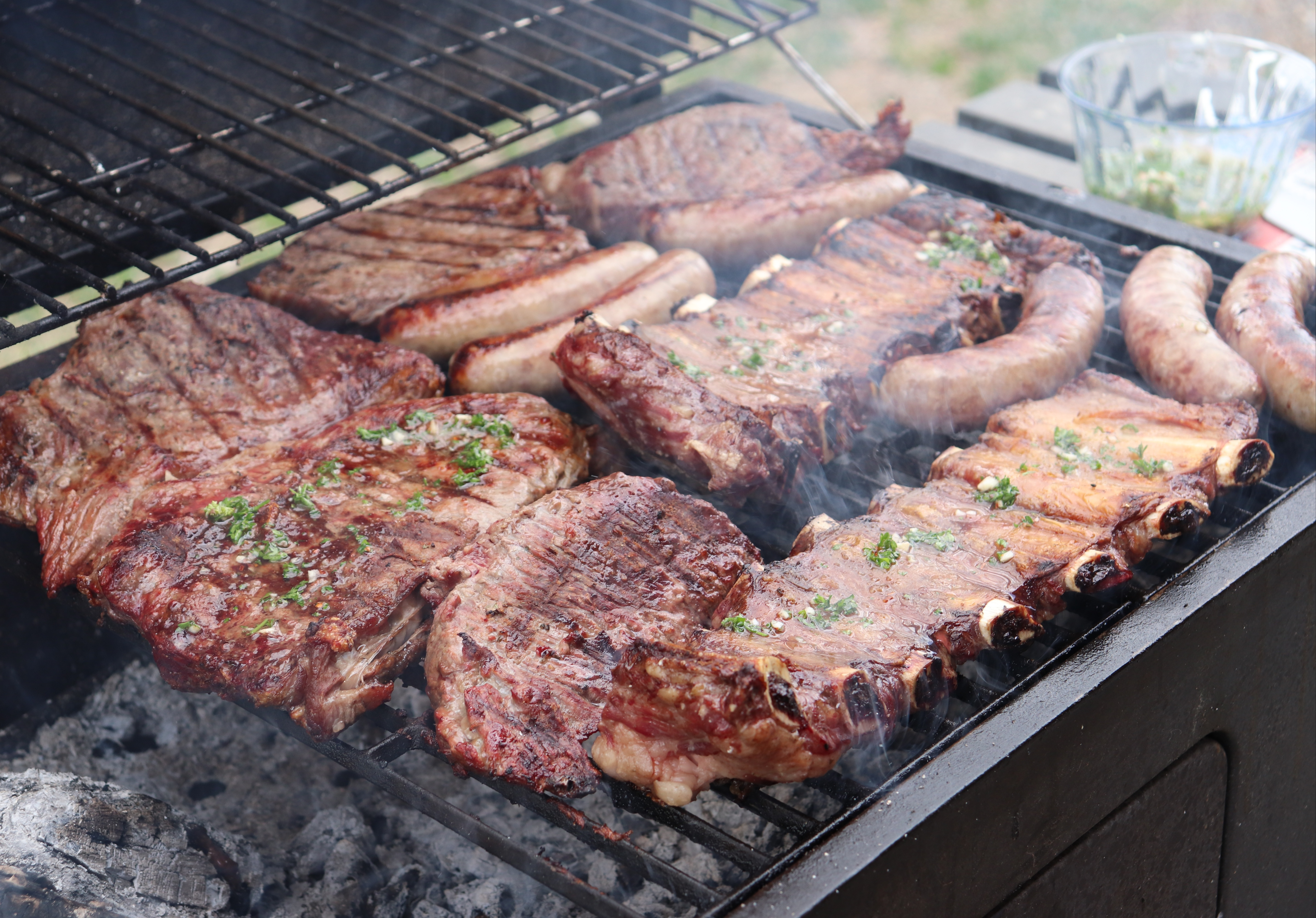
Asado được nướng trên lửa củi.

Ở Chile, loại thịt truyền thống để nấu asado là thịt cừu vì dễ chế biến và độ dai vừa phải, nổi tiếng với đặc sản cordero al palo (thịt cừu nướng nguyên con) tại vùng Patagonia. Con cừu được làm sạch, mổ lấy hết nội tạng rồi xiên nguyên phần thịt với xương sườn, và bốn chân qua xiên sắt trước khi được nướng vuông góc trên lửa củi. Phương pháp nấu này giúp nước thịt và mỡ chảy ra. Ở Chile, người dân dùng gỗ sồi Antarctic beech làm củi nướng thịt cừu trong khoảng 3 giờ liên tục và bếp phải đảm bảo thịt chín đều từ các phía. Bí quyết để làm Asado ngon là trong lúc nấu, đầu bếp phải giữ độ ẩm cho thịt bằng Salmuera gồm hỗn hợp gồm nước ấm, muối, vài nhánh tỏi. Ngoài ra, món thịt cừu nướng cần thêm cả Pebre, một loại gia vị của người Chile làm từ hành, cà chua, tỏi, rau mùi, ớt, dầu olive và rượu vang đỏ. Đây là món thịt nướng đặc trưng của miền nam Chile và được dùng nóng kèm với salad. Quá trình chế biến thịt cừu nướng nguyên con kéo dài khoảng 5 giờ đồng hồ vì phải nướng thịt liên tục và ở nhiệt độ thấp.

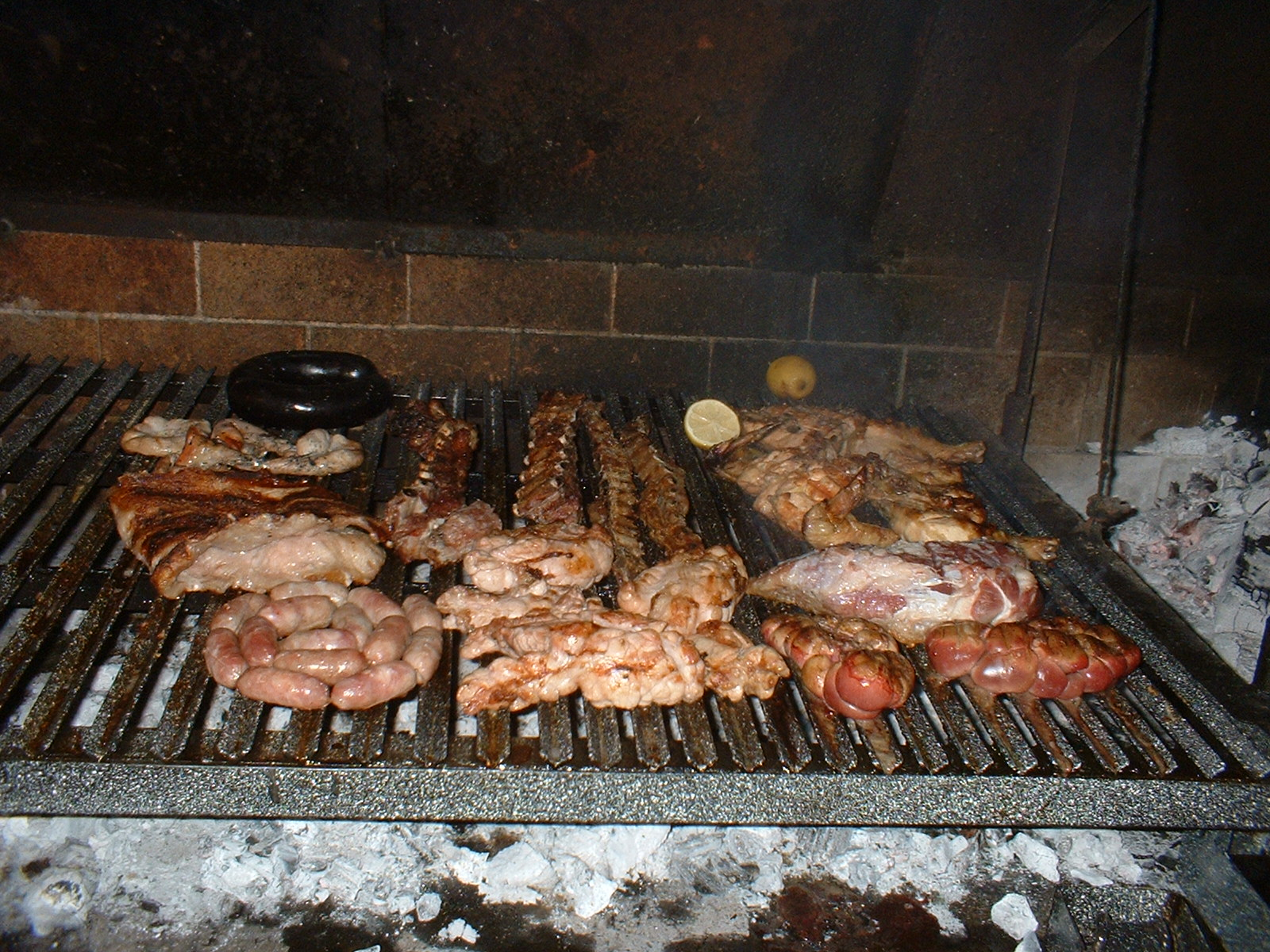
Một asado điển hình ở Argentina bao gồm thịt bò, thịt lợn, sườn bò, sườn lợn, ruột heo, bánh mì ngọt, xúc xích, dồi và thịt gà.

Ở Argentina, thịt bò được sử dụng phổ biến nhất trong món asado. Thịt được kẹp trong vỉ nướng, đặt trên bếp gạch (la parrilla). Mọi người dùng than củi hoặc gỗ để làm chín món ăn. Do đó, ở Argentina còn có một thuật ngữ, chỉ cách nướng thịt truyền thống này là asado criollo. Asado tập trung vào việc duy trì hương vị tự nhiên của thịt bò, ít tẩm ướp. Nếu dùng gia vị, người dân hay rắc lên các miếng thịt một loại muối nướng có tên sal parrillero, loại muối hạt tan chậm và đôi khi được rắc thêm tiêu đen. Bên cạnh đó, một số đầu bếp cũng có thể dùng nước sốt chimichurri thảo mộc như rau mùi tây, tỏi, giấm, ớt, ướp cùng thịt rồi nướng chín. Bên cạnh những miếng thịt bò thái mỏng hoặc cắt dày như bít tết, các món ăn khác cũng được đặt lên vỉ nướng cùng là chorizo (xúc xích thịt lợn), morcilla (xúc xích tiết) và achura (nội tạng). Những món này thường được nướng nhanh, vì để lâu sẽ khô và ăn cùng bánh mì.
Theo truyền thống ẩm thực ở Nam Mỹ khi dùng món này, mọi người ăn thịt cừu nướng không cần dùng đĩa. Những người đàn ông sẽ dùng dao cắt từng miếng thịt tách ra khỏi xương. Thịt cừu vàng ruộm, giòn rụm bên ngoài và mềm ẩm vừa đủ bên trong trông rất hấp dẫn. Đồ uống đi kèm là rượu đựng trong túi da được chuyền qua tay từng người, khi đã ăn xong tất cả cùng sử dụng chung khăn lau. Lớp vỏ giòn vàng và thịt bên trong béo ngậy hấp dẫn của món asado.
Người ta còn gọi món asado bằng những cái tên như asado al disco và asado al horno de barro ở các nước Argentina, Paraguay và Uruguay, đặc biệt là các vùng nông thôn. Công thức nướng không thay đổi trừ cách nướng. Trong asado al disco, lưỡi cày mòn được sử dụng. Làm bằng kim loại và lõm, ba hoặc bốn chân kim loại của lưỡi cày được hàn với than nóng hoặc gỗ bên dưới để biến thành một vỉ nướng hiệu quả. Thực phẩm được đặt theo hình xoắn ốc, để mỡ chảy tự nhiên vào trung tâm, bảo quản thịt để chiên. Ớt chuông và hành tây thường được xếp sát mép để chúng chảy nước của chúng lên thịt. Asado al horno de barro khác với truyền thống, vì adobe horno (lò nướng, được gọi là tatakua ở Paraguay) được sử dụng. Những lò này là một hình ảnh phổ biến trong những trang trại ở Argentina và Paraguay; chức năng chính của chúng là nướng bánh mì, chipa guasu và sopa paraguaya, nhưng chúng rất thích hợp để nướng thịt. Thịt heo sữa và ít phổ biến hơn là thịt cừu được phục vụ vì chúng khó có thể bị khô hơn. Một cách khác để nấu asado là bên trong chulengo, một thùng dầu (hoặc tương tự) được phân làm đôi, đặt bên trong vỉ nướng để bảo vệ cả thịt và lửa khỏi gió lớn. Điều này làm cho chulengo đặc biệt hữu ích ở Patagonia, mặc dù nó cũng được sử dụng ở các khu vực khác vì tính thực tế và khả năng di chuyển xung quanh.
Asado thường đi kèm với salad, món mà trong các buổi tụ họp asado theo truyền thống là do phụ nữ làm tại chỗ hoặc mang đến asado từ nhà của họ trong khi đàn ông tập trung chế biến các loại thịt. Xa lát Nga là một trong những món salad phổ biến nhất được ăn cùng asado. Ở Paraguay, chipa guasu, sopa paraguaya và sắn luộc là những món ăn kèm phổ biến.